# Сольсвик, Эгиль
Эгиль Уно Сольсвик (норв. Egil Uno Solsvik, 12 апреля 1916 — 6 октября 2005) — норвежский борец греко-римского стиля, призёр чемпионата Европы.

## Биография
Родился в 1916 году в Осло. В 1938 году стал бронзовым призёром чемпионата Европы. В 1948 году принял участие в Олимпийских играх в Лондоне, и занял 6-е место.